# Cantón de Saint-Herblain-Oeste-Indre
El cantón de Saint-Herblain-Oeste-Indre era una división administrativa francesa, que estaba situada en el departamento de Loira Atlántico y la región de Países del Loira.

## Composición
El cantón estaba formado por una comuna más una fracción de la comuna que le daba su nombre:
- Indre
- Saint-Herblain (fracción)

## Supresión del cantón de Saint-Herblain-Oeste-Indre
En aplicación del Decreto n.º 2014-243 de 25 de febrero de 2014, el cantón de Saint-Herblain-Oeste-Indre fue suprimido el 22 de marzo de 2015 y sus 2 comunas pasaron a formar parte; una del nuevo cantón de Saint-Herblain-1 y la fracción de la comuna que le daba su nombre se unió con la otra fracción para que, por medio de una reestructuración cantonal, fueran creados los nuevos cantones de Saint-Herblain-1  y Saint-Herblain-2.